# Ethel Granger
Ethel Granger (* 12. April 1905 in  Cambridgeshire als Ethel Mary Wilson; † Januar–März 1982 in Peterborough) war eine der berühmtesten Hauptvertreterinnen in der Entwicklung des zeitgenössischen Piercing und des Bodymodification in Europa. Als Weltrekordhalterin mit der schmalsten dokumentierten Taillenweite ging sie mit einem Taillenumfang von nur 33 cm in das Guinnessbuch der Rekorde ein.

## Leben
„Ethel war ein schlichtes, einfaches Mädchen, das die unförmigen Kleider der 1920er Jahre trug.“ Als junge Frau lernte sie den Astronomen William Arnold Granger (* 1. Juli 1904; † 4. März 1974) kennen, den sie im Jahr 1928 heiratete. Aus der Ehe ging eine Tochter hervor, Wilhelmina Granger (1930–2001). Ihr Mann verlangte von Ethel Granger ein Korsett zu tragen, damit sie eine schmale Taille bekäme. Sie trug es Tag und Nacht und schnürte ihre Taille schlussendlich auf einen Umfang von 33 Zentimetern.
Der Fetischismus ihres Ehemannes führte dazu, dass er begann Ethel eigenhändig zu piercen. So erhielt sie von ihrem Mann in den Folgejahren mehrere Piercings in den Nasenflügeln, an ihren Lippen sowie beidseitig in Wangen und Brustwarzen.

## Rezensionen
Im September 2011 widmete die italienische Ausgabe der Modezeitschrift Vogue Ethel Granger eine Ausgabe.

„Es wäre unzutreffend, die Geschichte von Ethel und William Granger einfach als sadistische Wünsche eines anspruchsvollen, sexuell perversen Ehemannes zu sehen, der seine Frau zum Krüppel machen wollte: Sie waren ein Paar, das sich ausdrückte und eine Subkultur umarmte, die in dieser Zeit, in den späten 20er, 30er und 40er Jahren, Zeitschriften wie London Life als Bezugspunkt hatte.“

Die Association of Professional Piercers und das US-Body Piercing Archive erstellte im Jahr 2019 die Ausstellung Mr. Sebastian and the European Piercing Underground um sie im Rahmen der Las Vegas Conference 2020 zu präsentieren. Die Ausstellung hebt auch die Piercing-Pioniere Horst Streckenbach und Ethel Granger hervor. Zu den Dozenten gehören Jeremy Castle vom Alan Oversby / Mr Sebastian Archiv, Manfred Kohrs vom Institut für Deutsche-Tattoo-Geschichte, der Kunsthistoriker – mit Schwerpunkt europäische Körperkunst – Matt Lodder von der Universität Essex, Paul King vom US-Body Piercing Archive und Jim Ward.